# Impresión lenticular

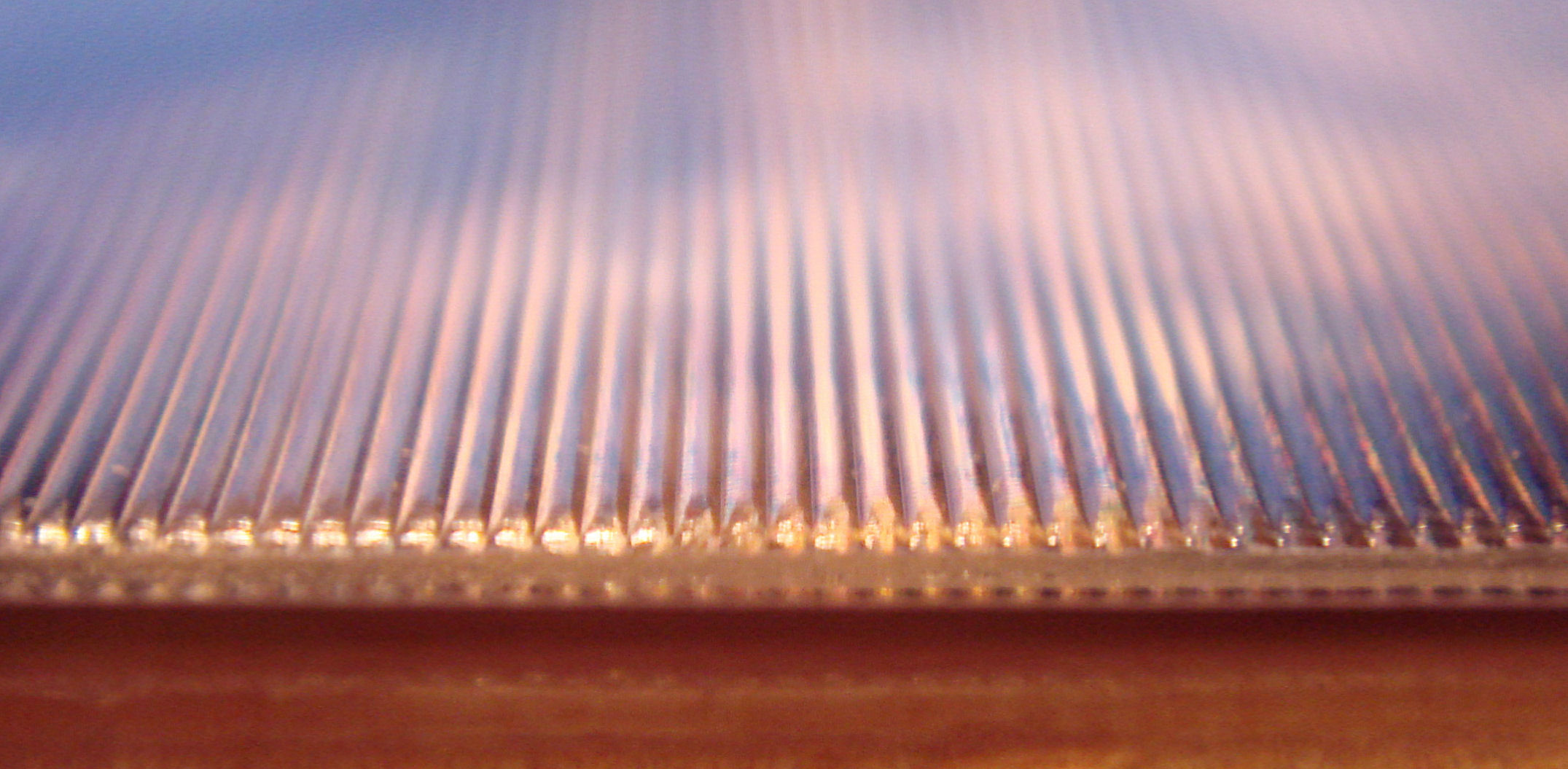
Imagen ampliada de una impresión lenticular.

La impresión lenticular es una tecnología, también empleada en pantallas 3D, mediante la cual se crea una ilusión de profundidad en imágenes impresas, produciendo la sensación de movimiento, según la imagen es vista desde diferentes ángulos.
Esta tecnología fue creada en la década de 1940, pero ha evolucionado en los últimos años, mostrando más movimiento y una mayor profundidad.

## Proceso y construcción
La impresión lenticular es un proceso "multi-etapa" que consiste en la creación de una imagen a partir de -al menos- dos imágenes, y la combina con una lente lenticular. 
Cada imagen se divide en "tiras", que luego se entrelazan con una o más imágenes dispuestas de manera similar (corte y empalme). Aunque el proceso de empalme se puede realizar con software de diseño gráfico convencional, los laboratorios de impresión lenticular suelen usar programas especializados que ejecutan el entrelazado de 2 o más imágenes de manera automática, así como la integración de efectos 3D y dinámicos. Algunos de estos programas son de uso gratuito y están diseñados para uso personal como son los casos de Grape y Kinetix, mientras que otros programas están diseñados para uso empresarial y requieren de una licencia como son los casos de 3DMasterKit e Imagiam.
Las imágenes entrelazadas resultantes se imprimen en la parte posterior de una pieza de plástico que cuenta con una serie de lentes delgadas moldeadas en el lado opuesto; por otra parte, las imágenes se pueden imprimir en papel, para luego adherirse con el plástico. 
Con la nueva tecnología, las lentes se imprimen en la misma operación de impresión junto a la imagen entrelazada, ya sea en ambos lados de una hoja plana de material transparente, o en el mismo lado de una hoja de papel.
Las lentes están alineadas con precisión respecto a los entrelazados de la imagen, de modo que la luz reflejada por cada tira se refracta en una dirección ligeramente diferente, pero la luz de todos los píxeles procedentes de la misma imagen original se envía en la misma dirección. El resultado final es que un solo ojo mirando a la impresión ve una sola imagen completa, pero dos ojos verán diferentes imágenes, lo que conduce a la percepción estereoscópica 3D.

## Tipos de efecto lenticular
El principio básico de la impresión lenticular -la división de imágenes ajustadas a un ángulo de reflexión- permite tres efectos visuales básicos:
1. Efecto flip: la imagen A se convierte en la imagen B al modificar el ángulo de visión. Las lentes abarcan ángulos muy amplios, de manera que pequeños cambios aún permiten ver la imagen completa.
2. Efecto transformación: se produce un cambio gradual de la imagen A a la imagen B al converger más de dos imágenes y ángulos de refracción.
3. Efecto estereoscópico: pequeños movimientos en el ángulo de visión generan cambios en la imagen. Esto permite dotar de profundidad a las imágenes, por lo que también se conoce como efecto 3D.